# 考想息止経
『考想息止経』（こうそうそくしきょう、巴: Vitakkasaṇṭhāna-sutta, ヴィタッカサンターナ・スッタ）とは、パーリ仏典経蔵中部に収録されている第20経。『考相経』（こうそうきょう）とも。
類似の伝統漢訳経典としては、『中阿含経』（大正蔵26）の第101経「増上心経」がある。
釈迦が、比丘たちに、善なる考えによって不善な考えを払う方法について説いていく。

## 日本語訳
- 『南伝大蔵経・経蔵・中部経典1』（第9巻） 大蔵出版
- 『パーリ仏典 中部（マッジマニカーヤ）根本五十経篇I』 片山一良訳 大蔵出版
- 『原始仏典 中部経典1』（第4巻） 中村元監修 春秋社